# Druhá vláda Mikuláše Dzurindy
Druhá vláda Mikuláše Dzurindy byla v letech 2002–2006 vláda na Slovensku. Vznikla po parlamentních volbách, které se uskutečnily 20. a 21. září 2002.
Předsedou vlády byl Mikuláš Dzurinda. Vládu tvořila koalice Slovenské demokratické a kresťanské únie, Strany maďarskej koalície, Kresťanskodemokratického hnutí a liberální strany Aliania nového občana.
Vláda měla 16 členů, z nichž původně 6 ovládala SDKÚ, 4 SMK, 3 KDH a 3 ANO. Po odchodu KDH z koalice získaly její ministerstva SDKÚ a SMK v poměru 2:1.

## Složení vlády
| Úřad                                                                 | Člen vlády                         | Strana | Strana        | Nástup do úřadu | Odchod z úřadu   |
| -------------------------------------------------------------------- | ---------------------------------- | ------ | ------------- | --------------- | ---------------- |
| Předseda vlády                                                       | Mikuláš Dzurinda                   |        | SDKÚ          | 16. října 2002  | 4. července 2006 |
| Místopředseda vlády pro evropské záležitosti, lidská práva a menšiny | Pál Csáky                          |        | SMK           | 16. října 2002  | 4. července 2006 |
| Místopředseda vlády Ministr financí                                  | Ivan Mikloš                        |        | SDKÚ          | 16. října 2002  | 4. července 2006 |
| Místopředseda(kyně) vlády Ministr(yně) spravedlnosti                 | Daniel Lipšic                      |        | KDH           | 16. října 2002  | 8. února 2006    |
| Místopředseda(kyně) vlády Ministr(yně) spravedlnosti                 | Lucia Žitňanská                    |        | SDKÚ          | 8. února 2006   | 4. července 2006 |
| Místopředseda vlády Ministr hospodářství                             | Robert Nemcsics                    |        | ANO           | 16. října 2002  | 9. září 2003     |
| Místopředseda vlády Ministr hospodářství                             | Pavol Prokopovič (pověřen řízením) |        | SDKÚ          | 10. září 2003   | 23. září 2003    |
| Místopředseda vlády Ministr hospodářství                             | Pavol Rusko                        |        | ANO           | 23. září 2003   | 24. srpna 2005   |
| Místopředseda vlády Ministr hospodářství                             | Ivan Mikloš (pověřen řízením)      |        | SDKÚ          | 24. srpna 2005  | 4. října 2005    |
| Místopředseda vlády Ministr hospodářství                             | Jirko Malchárek                    |        | nestr. za ANO | 4. října 2005   | 4. července 2006 |
| Ministr dopravy, pošt a telekomunikací                               | Pavol Prokopovič                   |        | SDKÚ          | 16. října 2002  | 4. července 2006 |
| Ministr zemědělství a rozvoje venkova                                | Zsolt Simon                        |        | SMK           | 16. října 2002  | 4. července 2006 |
| Ministr výstavby a regionálního rozvoje                              | László Gyurovszky                  |        | SMK           | 16. října 2002  | 4. července 2006 |
| Ministr vnitra                                                       | Vladimír Palko                     |        | KDH           | 16. října 2002  | 8. února 2006    |
| Ministr vnitra                                                       | Martin Pado                        |        | SDKÚ          | 8. února 2006   | 4. července 2006 |
| Ministr obrany                                                       | Ivan Šimko                         |        | SDKÚ          | 16. října 2002  | 24. září 2003    |
| Ministr obrany                                                       | Eduard Kukan (pověřen řízením)     |        | SDKÚ          | 24. září 2003   | 10. října 2003   |
| Ministr obrany                                                       | Juraj Liška                        |        | SDKÚ          | 10. října 2003  | 1. února 2006    |
| Ministr obrany                                                       | Martin Fedor                       |        | SDKÚ          | 1. února 2006   | 4. července 2006 |
| Ministr zahraničních věcí                                            | Eduard Kukan                       |        | SDKÚ          | 16. října 2002  | 4. července 2006 |
| Ministr(yně) práce, sociálních věcí a rodiny                         | Ľudovít Kaník                      |        | SDKÚ          | 16. října 2002  | 17. října 2005   |
| Ministr(yně) práce, sociálních věcí a rodiny                         | Iveta Radičová                     |        | SDKÚ          | 17. října 2005  | 4. července 2006 |
| Ministr životního prostředí                                          | László Miklós                      |        | SMK           | 16. října 2002  | 4. července 2006 |
| Ministr školství, vědy, výzkumu a sportu                             | Martin Fronc                       |        | KDH           | 16. října 2002  | 8. února 2006    |
| Ministr školství, vědy, výzkumu a sportu                             | László Szigeti                     |        | SMK           | 8. února 2006   | 4. července 2006 |
| Ministr kultury                                                      | Rudolf Chmel                       |        | ANO           | 16. října 2002  | 24. května 2005  |
| Ministr kultury                                                      | František Tóth                     |        | ANO           | 24. května 2005 | 5. dubna 2006    |
| Ministr kultury                                                      | Rudolf Chmel                       |        | ANO           | 5. dubna 2006   | 4. července 2006 |
| Ministr zdravotnictví                                                | Rudolf Zajac                       |        | ANO           | 16. října 2002  | 4. července 2006 |

### Počet členů podle navrhujících subjektů
| - SDKÚ | 8 |
| - ANO  | 5 |
| - SMK  | 5 |

## Politické kauzy a vládní krize

### Kauza Směnky
Významnou kauzu představovala kauza Směnky. Tato kauza vedla v srpnu 2005 k odvolání tehdejšího ministra hospodářství Pavla Ruska z funkce. Následný rozkol ve straně ANO vyvrcholil krizí v parlamentu, která trvala až do 21. září. Podle zveřejněných informací si Pavol Rusko půjčil v roce 2003, v době, kdy již působil ve funkci ministra, 104,5 mil. Sk od podnikatele Ľubomíra Blaška.
Rusko odstoupil z funkce ministra až po návrhu premiéra Dzurindy na jeho odvolání. Byl odvolán 24. srpna. Dva dny předtím mu předsednictvo strany ANO vyjádřilo plnou podporu. Proti tomuto usnesení hlasovali členové strany Ľubomír Lintner, Jirko Malchárek a Jozef Heriban, členové Ľubo Roman a František Tóth nehlasovali. Lintner a Malchárek následně prohlásili, že by Rusko měl z funkce ministra odstoupit.

### Kauza Skupinka
Vláda postupně ztrácela podporu v parlamentu, když po kauze Skupinka odešla i část poslanců SDKÚ. Opozice vládu obviňovala z podplácení „nezávislých“ poslanců, mezi které nyní patřili i bývali poslanci z řad Mečiarovy ĽS-HZDS a komunistické strany. Krize v parlamentu vyvrcholila 12. září, kdy pro obstrukci opozice nemohl složit poslanecký slib náhradník Pál Keszegh za zesnulého poslance Zsolta Komlósyho (oba za SMK). Za podpory části nezařazených poslanců se krizi podařilo ukončit až 21. září.

### Odchod KDH
V únoru 2006 opustilo dále vládu i KDH v důsledku sporu o smlouvu s Vatikánem. Ministři KDH podali demise, 8. února jmenoval prezident republiky nové tři ministry a předseda vlády zároveň souhlasil s konáním předčasných voleb v červnu téhož roku. Jednalo se již však o vyvrcholení potíží, jelikož již od počátku roku 2005 měla vláda v parlamentu pouze menšinovou podporu.